# Jean Duplessis-Bertaux

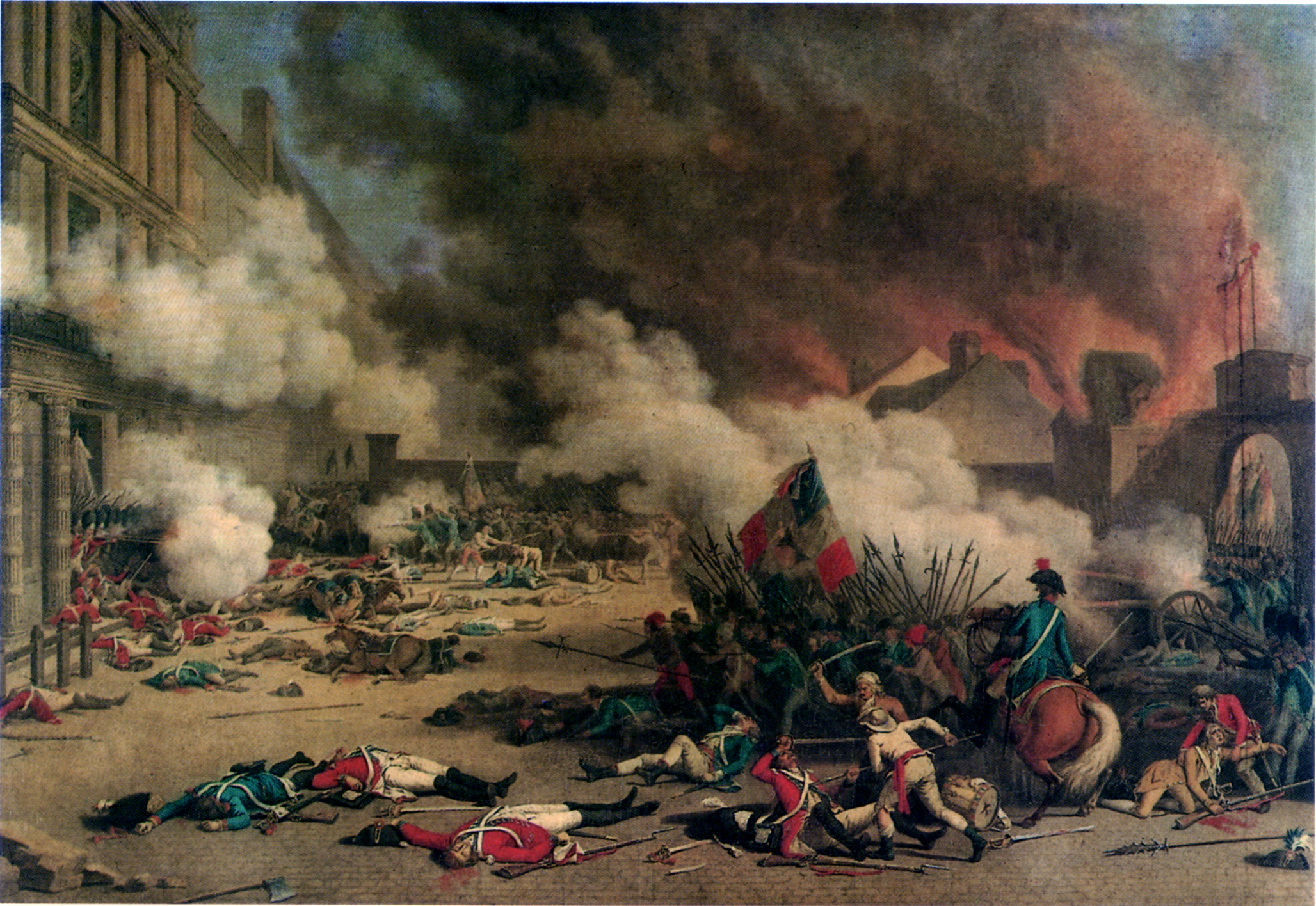
Toma del Palacio de las Tullerías el 10 de agosto de 1792, durante la Revolución Francesa (1793), Palacio de Versalles

Jean Duplessis-Bertaux (París, 1750–ibidem, 29 de septiembre de 1818) fue un pintor y grabador francés. 

## Biografía
Fue alumno de Joseph-Marie Vien y Jacques-Philippe Le Bas. Destacó como grabador al aguafuerte, con un estilo deudor de Jacques Callot. Entre los años 1770 y 1780 realizó series de grabados como Colección de los mejores cuentos en verso (1778), Viaje a Nápoles y Sicilia del abate Saint-Non (1781-1786) y Viaje a Grecia y Oriente de Choiseul (1782). Posteriormente se especializó en escenas históricas y fue un cronista destacado de la Revolución francesa: Cuadros históricos de la Revolución francesa de Prieur (1791), Principales jornadas de la Revolución según Monnet (1798), Cuadros históricos de las campañas de Italia según Vernet (1799).